# Jury (Moselle)
Pour les articles homonymes, voir Jury (homonymie).
Jury est une commune française située dans le département de la Moselle en région Grand Est.

## Géographie
Jury est située à 7 km à l'est de Metz, entre cette dernière et le Pays de Nied.
C'est sur le territoire de cette commune que se situe le centre hospitalier spécialisé régional.
Jury a la particularité, rarissime en France, de ne pas avoir d'église. Le village dépend des paroisses des villages voisins (Peltre, Mécleuves, Ars-Laquenexy).
|        |           | Ars-Laquenexy |
| Peltre | Jury      |               |
|        | Mécleuves |               |

### Hydrographie
La commune est située dans le bassin versant du Rhin au sein du bassin Rhin-Meuse. Elle est drainée par le ruisseau de Corbon.

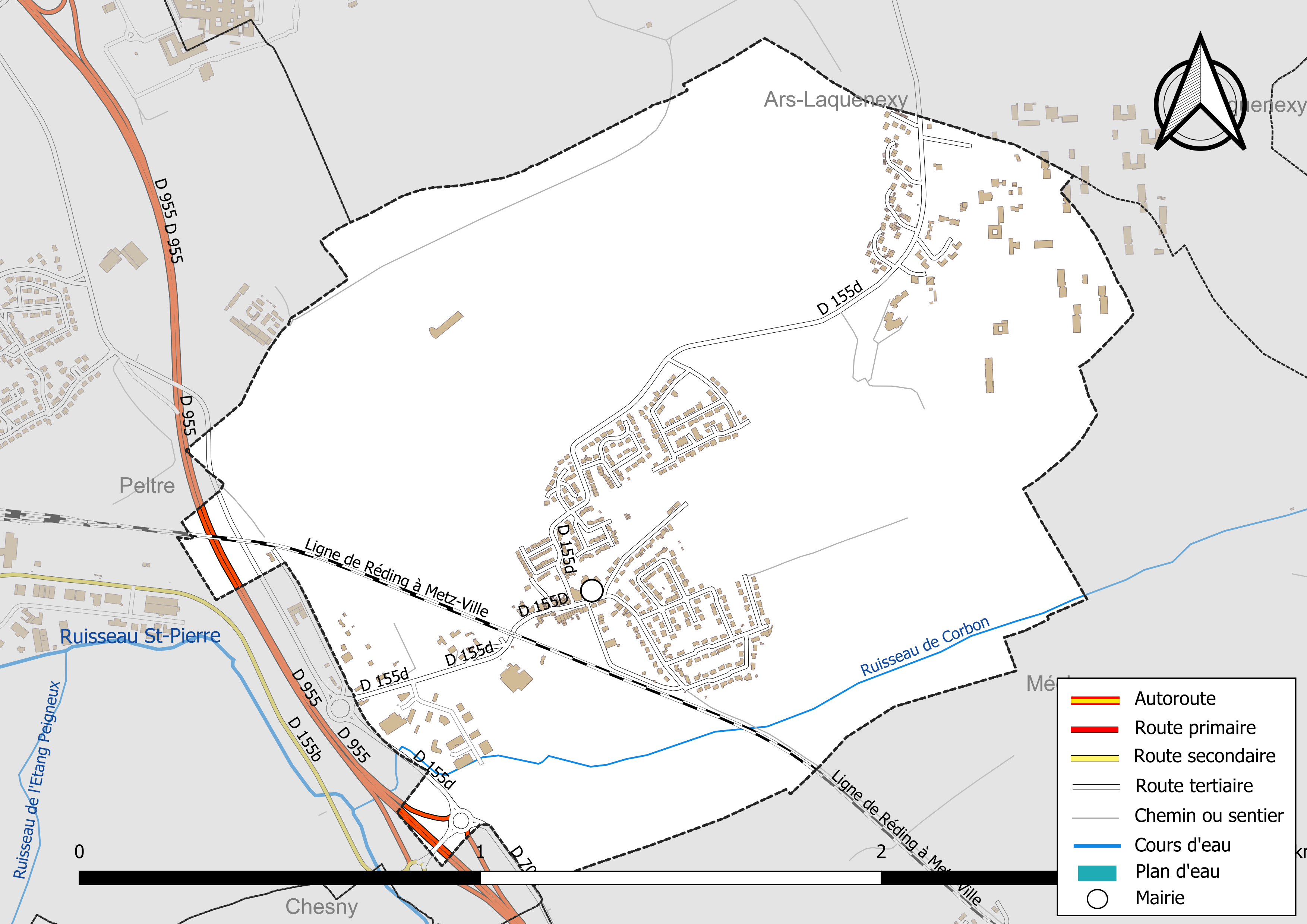
Réseaux hydrographique et routier de Jury.

### Climat
Pour des articles plus généraux, voir Climat du Grand Est et Climat de la Moselle.
En 2010, le climat de la commune est de type climat océanique dégradé des plaines du Centre et du Nord, selon une étude du Centre national de la recherche scientifique s'appuyant sur une série de données couvrant la période 1971-2000. En 2020, Météo-France publie une typologie des climats de la France métropolitaine dans laquelle la commune est exposée à un climat semi-continental et est dans la région climatique  Lorraine, plateau de Langres, Morvan, caractérisée par un hiver rude (1,5 °C), des vents modérés et des brouillards fréquents en automne et hiver. 
Pour la période 1971-2000, la température annuelle moyenne est de 9,8 °C, avec une amplitude thermique annuelle de 16,7 °C. Le cumul annuel moyen de précipitations est de 752 mm, avec 11,8 jours de précipitations en janvier et 9,2 jours en juillet. Pour la période 1991-2020, la température moyenne annuelle observée sur la station météorologique de Météo-France la plus proche, « Metz-Frescaty », sur la commune d'Augny à 10 km à vol d'oiseau, est de 11,1 °C et le cumul annuel moyen de précipitations est de 713,5 mm. 
La température maximale relevée sur cette station est de 39,7 °C, atteinte le 25 juillet 2019 ; la température minimale est de −23,2 °C, atteinte le 17 février 1956,,. 
Les paramètres climatiques de la commune ont été estimés pour le milieu du siècle (2041-2070) selon différents scénarios d'émission de gaz à effet de serre à partir des nouvelles projections climatiques de référence DRIAS-2020. Ils sont consultables sur un site dédié publié par Météo-France en novembre 2022.

## Urbanisme

### Typologie
Au 1er janvier 2024, Jury est catégorisée commune rurale à habitat dispersé, selon la nouvelle grille communale de densité à sept niveaux définie par l'Insee en 2022.
Elle appartient à l'unité urbaine de Peltre, une agglomération intra-départementale regroupant deux  communes, dont elle est une commune de la banlieue,,. Par ailleurs la commune fait partie de l'aire d'attraction de Metz, dont elle est une commune de la couronne,. Cette aire, qui regroupe 245 communes, est catégorisée dans les aires de 200 000 à moins de 700 000 habitants,.

### Occupation des sols
L'occupation des sols de la commune, telle qu'elle ressort de la base de données européenne d’occupation biophysique des sols Corine Land Cover (CLC), est marquée par l'importance des territoires agricoles (49,3 % en 2018), en diminution par rapport à 1990 (53,9 %). La répartition détaillée en 2018 est la suivante : 
prairies (37,5 %), forêts (28,6 %), terres arables (11,7 %), zones industrielles ou commerciales et réseaux de communication (11,5 %), zones urbanisées (10,7 %). L'évolution de l’occupation des sols de la commune et de ses infrastructures peut être observée sur les différentes représentations cartographiques du territoire : la carte de Cassini (XVIIIe siècle), la carte d'état-major (1820-1866) et les cartes ou photos aériennes de l'IGN pour la période actuelle (1950 à aujourd'hui).

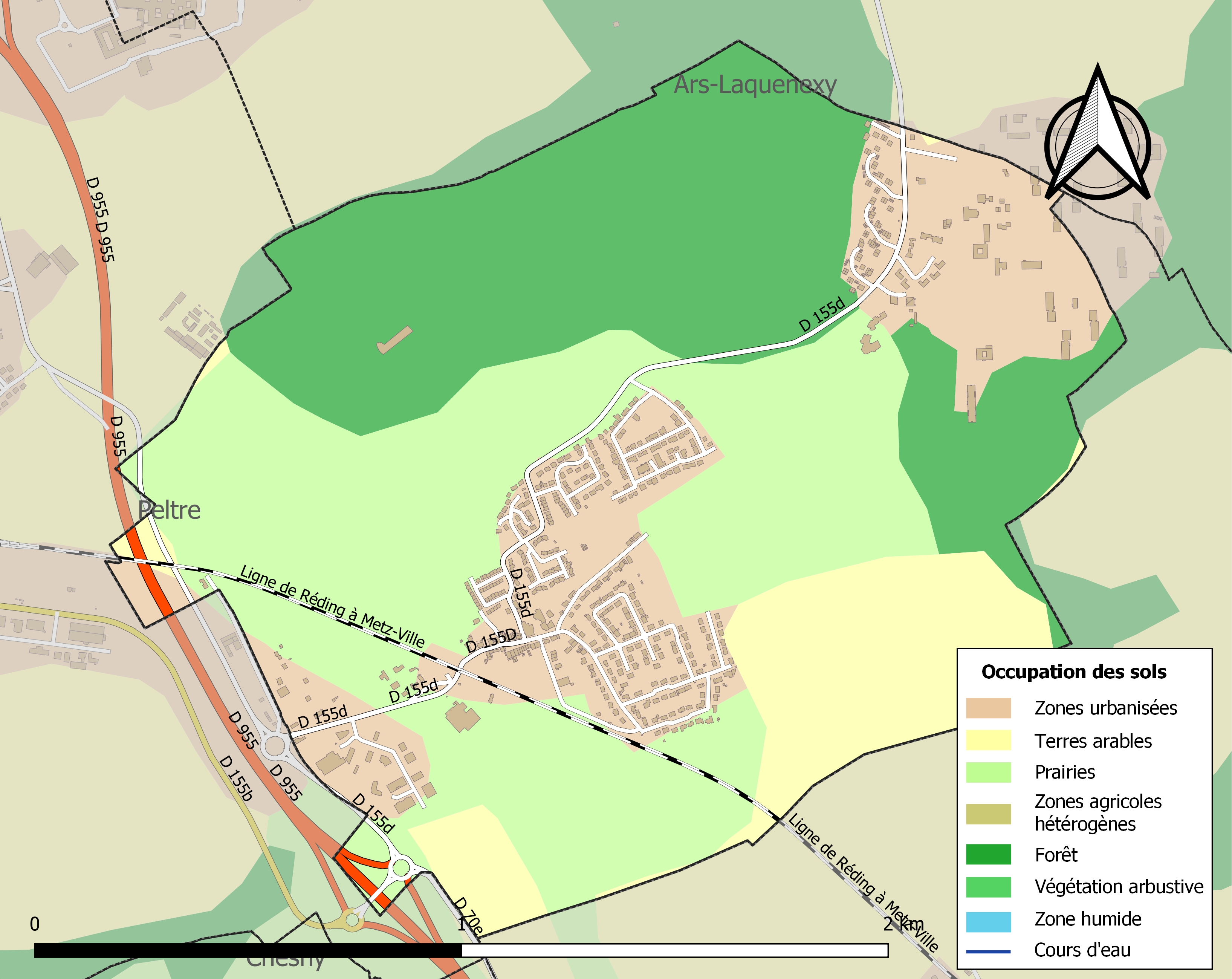
Carte des infrastructures et de l'occupation des sols de la commune en 2018 (CLC).

## Toponymie
- Gerei (1376) ; Gerey (1404) ; Gery (XVIe siècle) ; Jery (1544) ; Jurium (1632) ; Giry (1681) ; Juri (1756) ; Jury (1793) ; Giringen (1915–1918 et 1940–1944).

## Histoire
Anciennement "Gury", le village est mentionné pour la première fois en 1128 dans une bulle papale confirmant le don du village au chapitre de la cathédrale de Metz. Au XVIIIe siècle, Jury est nommé Gery.
Jury est encore un village-rue dans les années 1970. Des lotissements viennent se greffer à la rue principale dans les années 1980, ainsi qu’une mairie, une école et une salle polyvalente.
De 1790 à 2015, Jury était une commune de l'ex-canton de Verny.

## Économie
- Zone d’activité Le Breuil.
- Projet de construction d’une ZAC de 19 ha.

## Politique et administration
| Période                                  | Période   | Identité             | Étiquette | Qualité |
| ---------------------------------------- | --------- | -------------------- | --------- | ------- |
| mars 1977                                | mars 1995 | Paul Bour            | SE        | Maire   |
| mars 1995                                | mars 2001 | Roger Quelier        | SE        | Maire   |
| mars 2001                                | En cours  | Stanislas Smiarowski | SE-UDI    | Maire   |
| Les données manquantes sont à compléter. |           |                      |           |         |

## Démographie
L'évolution du nombre d'habitants est connue à travers les recensements de la population effectués dans la commune depuis 1793. Pour les communes de moins de 10 000 habitants, une enquête de recensement portant sur toute la population est réalisée tous les cinq ans, les populations de référence des années intermédiaires étant quant à elles estimées par interpolation ou extrapolation. Pour la commune, le premier recensement exhaustif entrant dans le cadre du nouveau dispositif a été réalisé en 2005.

En 2022, la commune comptait 1 383 habitants, en évolution de +33,75 % par rapport à 2016 (Moselle : +0,52 %, France hors Mayotte : +2,11 %).
| 1793 | 1800 | 1806 | 1821 | 1836 | 1841 | 1861 | 1866 | 1871 |
| ---- | ---- | ---- | ---- | ---- | ---- | ---- | ---- | ---- |
| 141  | 122  | 140  | 158  | 145  | 135  | 149  | 127  | 123  |

| 1875 | 1880 | 1885 | 1890 | 1895 | 1900 | 1905 | 1910 | 1921 |
| ---- | ---- | ---- | ---- | ---- | ---- | ---- | ---- | ---- |
| 127  | 130  | 135  | 127  | 143  | 122  | 117  | 139  | 117  |

| 1926 | 1931 | 1936 | 1946 | 1954 | 1962 | 1968 | 1975 | 1982 |
| ---- | ---- | ---- | ---- | ---- | ---- | ---- | ---- | ---- |
| 125  | 123  | 100  | 98   | 112  | 127  | 145  | 692  | 807  |

| 1990 | 1999 | 2005  | 2006  | 2010  | 2015  | 2020  | 2022  | - |
| ---- | ---- | ----- | ----- | ----- | ----- | ----- | ----- | - |
| 792  | 978  | 1 196 | 1 181 | 1 129 | 1 014 | 1 317 | 1 383 | - |

## Lieux et monuments
- Passage d'une voie romaine.
- Saule creux classé arbre remarquable.
- Groupe fortifié La Marne, dans la forêt à l’ouest du village, début XXe siècle.
- Centre hospitalier spécialisé de Jury.
- Mairie, salle polyvalente.
- École maternelle et élémentaire en regroupement avec Chesny et Mécleuves.
- Complexe sportif du Val Saint-Pierre : salle omnisports, dojo, salle de danse, court de tennis couvert.
- Deux terrains de tennis, un city stade.

### Édifices religieux
- Commune sans église.
- Chapelle du centre hospitalier, par Le Maresquier, 1976.

## Associations sportives et culturelles
- Badminton Club du Val Saint Pierre : badminton au complexe sportif[19].
- Shobu Aïkido Val Saint-Pierre : aïkido traditionnel au dojo du complexe sportif[20].
- Lokomotiv Jury Football Club : club de football créé en 2007 sous l'impulsion d'une vingtaine de jeunes du village. Le club monte en 2e division[précision nécessaire] en 2010.
- Jury Breakdance All Stars (JBAS) : collectif hip-hop juréen.
- MJC fondée en 1979 par des bénévoles, elle compte près de 315 adhérents en 2012. Elle propose à l’origine gymnastique, judo, mercredis éducatifs et animations ; les activités sportives se diversifient dans les années 2000 avec la construction du complexe sportif du Val Saint-Pierre (jujitsu, relaxation, tennis de table, taï-chi chuan, modern'jazz) ; centre de loisir pour les 4-11 ans en partenariat avec la MJC de Mécleuves et accueil périscolaire (chant, musique, débats ). La présidente de la MJC de Jury est madame STEIN Odile.
- Chorale Intermezzo.
- Association Loisirs et détente des anciens de Jury ; président Giacomel Christian.
- Anciens combattants.
- Association Foly Kan.
- Tennis club.